# Vasilij Ročev (sciatore 1951)
Vasilij Pavlovič Ročev, accreditato come Vassilij Rotsjev dalla FIS (22 dicembre 1951), è un ex fondista sovietico, dal 1991 cittadino russo.
Sposato con Nina Ročeva, è padre di Vasilij Ročev, Ol'ga Ščučkina e Anatolij Ročev.

## Palmarès

### Olimpiadi
- 2 medaglie:
  - 1 oro (Lake Placid 1980 nella staffetta 4x10 km)
  - 1 argento (Lake Placid 1980 nei 30 km)

### Mondiali
- 2 medaglie:
  - 1 argento (Falun 1974 nella staffetta 4x10 km)
  - 1 bronzo (Falun 1974 nei 15 km)